# الحفيرة
هي مدينة سعودية تقع في منطقة الرياض وتقع غرب العاصمة ويحدها من الشمال طريق الحجاز القديم المتجه لـ محافظة الدوادمي ومن الجنوب قرية فيضة المفص ومن الشرق جبال الصفراء (صفراء الحفيرة)والقرنة ومن الغرب قرية عريدة وما جاورها, وترتبط أدارياَ ب محافظة الدوادمي، وتبعد عن مدينة الدوادمي 48 كم باتجاه الجنوب الشرقي، وتبعد عن طريق الحجاز القديم 24 كم باتجاه الجنوب، وتبعد عن طريق الحجاز السريع 75 كم باتجاه الشمال وأصبحت الحفيرة الآن مدينة حيوية لوقوعها على الطريق المزدوج الذي يربط بمحافظة والمدن التابعة لها بطريق الحجاز السريع. وتضم الحفيرة العديد من المرافق الحكومية التجارية، ويتبع الحفيرة عدد من الهجر الصغيرة مثل الحافير ورفايع الدسم وغيرها.

## التأسيس والاهمية
الحفيرة كانت في القديم مورد ماء جاهلى للبادية، وهي أول هجره تأسست لقبيلة الدعاجين ومن أقدم هجر قبيلة عتيبة  ومؤسسها هو الأمير مناحي بن خالد بن حشر الهيضل. 
وقد ورد ذكر الحفيرة عند الكثير من المؤرخين وعدوها من ضمن هجر عتيبة عند تأسيس الهجر واستيطان البادية منهم الزامل والمانع وخالد الفرج وأمين الريحاني والزركلي، وتميز الحفيرة بقربها من محافظة الدوادمي التي لاتبعد عنها سوى 48 كم وكذلك فإنها لاتبعد عن محافظة القويعية سوى 80 كم تقريبا وكذلك توسطها في منطقة الرياض حيث انها لاتبعد عن العاصمة إلا 200 كم تقريباً، ويوجد في الحفيرة بعض أماكن التعدين في منطقة الردينيات التابعة للحفيرة.

## الموقع الجغرافي
تقع الحفيرة في عالـية نجد وتبعد عن العاصمة الرياض 220 كيلو تقريباً من جهة الغرب وتعد نقطة توقف رئيسية على طريق (الدوادمي ـ الرياض المزدوج).

## الموقع الجيولوجي
تقع الحفيرة على الحافة الشرقية لمنطقة الدرع العربي وتكويناته ال جيولوجية قبل الكمبري ،فهي تنقسم إلى قسمين رئيسيين
- الدرع العربي : ذو الصخور النارية والمتحولة ويشمل أغلب أراضي الحفيرة.
- الرف العربي : ذو الصخور الرسوبية المترسبة بفعل الغمر البحري ويشمل جزء من غرب الحفيرة مايعرف صفراء الحفيرة

## التضاريس
يبلغ ارتفاع الحفيرة عن سطح البحر 960 م تقريباً، وسطحها منبسط بشكل عام، وفيه بعض النتوءات الصخرية وبعض الجبال، وينحدر بانحدار سطح المملكة بشكل عام نحو الشرق والشمال الشرقي، حيث تتجه جميع الأودية باتجاه الشرق والشمال الشرقي، وتتميز الحفيرة بتباين تضاريسها نوعاً ما:
- الجهة الشمالية أغلبها ارض منبسطة ومستوية إلى طريق الحجاز القديم مثل الربوة وبها بعض الاودية مثل وادي حميان.
- الجهة الجنوبية منها بها تكوينات صخرية بسيطة مثل حشة الحفيرة وبعض الجبال الصغيرة والاودية.
- الجهة الشرقية منها توجد جبل شداد وجبل ومسامة وههما من المعالم المشهورة بالمنطقة ويقع شرق منهما صفراء الحفيرة ذات التكوين الرسوبي، وتوجد في الجهة الشرقية الشماية من الحفيرة منطقة اللهدة وهي خارج الدرع العربي وتتميز اللهدة بانها ارض خصبه وزراعية وتتوفر فيها المياه الجوفية والجزء الشمالي من اللهدة هو جزء من منطقة القرنة ويتبع للحفيرة ويوجد به مشاريع مياه الحفيرة والدوادمي.
- الجهة الغربية من ارض منبسطة تقريباً وتخللها بعض النتوءات الصخرية والجبال الصغيرة ذات التكوين الناري.

وموقع الحفيرة من حيث البناء البيولوجي تقع في الدرع العربي ماعدا جزء بسيط منها في الجانب الشمالي الشرقي،
- ومن أشهر الأودية
- وادي جهام وهو ووادي كبير وله عدة روافد وينحدر سيله من الغرب متجها إلى الحفيرة ويمر بوسطها ليقسمها إلى جزئين ويتعداها متجه للشرق ليلتقي ب وادي العبسة ووادي الضحوي،
- وادي حميان الذي يبعد عن الحفيرة 10 كم تقريبا باتجاه الشمال وينحدر مجراه من الغرب باتجاه صفراء الحفيرة شرقا،
- وادي الحسرج الذي يقع جنوب الحفيرة وغير ذلك من الاودية الأخرى

## المناخ وأهم النباتات
مناخ الحفيرة كسائر مناخ المنطقة فهو مناخ قاري حار صيفاً تصل درجة الحرارة فيه إلى 44 درجة وبارد شتاءً تصل درجة الحرارة إلى 4 درجات وذلك لوقوعها في هضبة نجد 
ومن أهم النباتات التي تكثر بالحفيرة.
- نباتات دائمة : مثل الرمث، الإثل، الطلح، العشرة، السلم وغيرها من النباتات المنتشرة بالمنطقة
- النباتات الموسمية في فصل الأمطار مثل : الحواء، الربلة، الثمام، النصي، النقيع، العجلة،، وغيرها

ومن النباتات الفطرية التي تنمو عقب سقوط الأمطار في الموسم الفقع الكمأة وغيرها

## الآثار والتراث
```
بالحفيرة آثار لبيوت طينية قديمة وبعض الآبار القديمة التي لا زالت قائمة،
```

## من تاريخ الحفيرة
الحفيرة من أوائل هجر البادية وهي أول هجرة لقبيلة الدعاجين ومن أقدم هجر قبيلة عتيبة فقد استوطن بها الكثير من قبيلة الدعاجين ومن قبيلة عتيبة في السابق قبل التوسع في الهجرة حيث كانت من أقدم هجر عتيبة وقد شارك أهل الحفيرة على رأس أميرها مناحي بن خالد الهيضل في حروب توحيد هذه البلاد مثل معركة البكيرية ومعركة الشنانة ومعركة روضة مهنا ومعركة الطرفية ومعركة جراب وفتح حائل ومعركة السبلة والدبدبه والرغامة ومغزا الجنوب

## الحفيرة الآن
تعتبر الحفيرة الآن من أكبر الهجر في محافظة الدوادمي وتكاد تكون فيها الخدمات مكتملة ويوجد فها مدارس للبنين والبنات لجميع المراحل ويوجد بها مركز صحي كبير يحوي عيادات تخصصية، ويوجد فيها مكتب للبلدية، ومكتب للبريد، وخدمات هاتفية متكاملة، وخدمات تجارية ,وتقع الحفيرة على طريق حيوي مزدوج يربط محافظة الدوادمي وتوابعها بطريق الحجاز السريع ويسكنها الآن عدد كبير من قبيلة الدعاجين وقبيلة عتيبة....

## أمراء الحفيرة[8]
- الأمير مناحي بن خالد بن حشر الهيضل ( منذ التأسيس(1338هـ) - إلى 1358هـ)
- الأمير سجدي بن مناحي بن خالد الهيضل ( من 1358 - إلى 1388هـ )
- الأمير مناحي بن سجدي بن مناحي الهيضل ( من 1388 - إلى 1422هـ)
- الأمير سجدي بن مناحي بن سجدي الهيضل( من 1422هـ - إلى الآن )

## أئمة جامع الحفيرة[9]
- عبد الله بن عبد الرحمن الصميت
- إبراهيم بن عبدالله بن مزيعل
- إبراهيم الجوعي
- عبد الله بن عبد الكريم
- عبد الرحمن بن سبيهين
- محمد السبيعي
- عبد الرحمن بن عبد الله أبو بكر
- إبراهيم أبوزيد
- عبد الرحمن بن عبد الله أبو بكر ( للمرة الثانية)
- عبد المحسن العصيمي
- ثامر محسن هادي الدعجاني

## وصلات خارجية
- مدارس الحفيرة